# Витторио-Венето
Витто́рио-Ве́нето (итал. Vittorio Veneto [vit'tɔrjo 'vɛneto], вен. Vitòrio) — коммуна в Италии, располагается в провинции Тревизо области Венеция.
Население составляет 29 175 человек, плотность населения — 356 чел./км². Занимает площадь 82 км². Почтовый индекс — 31029. Телефонный код — 0438.
Покровителями коммуны почитаются святой Тициан из Одерцо, празднование 16 января, и святая Августа из Серравалле, празднование 22 августа.

## Уроженцы, известные граждане
- Лоренцо да Понте — поэт, автор либретто для опер Моцарта и Сальери
- Форцеллини, Эджидио — итальянский священник, лексикограф, филолог, лингвист.